# Зарицький Анатолій Минович
Зари́цький Анато́лій Ми́нович — український епідеміолог, доктор медичних наук, професор, заслужений діяч науки і техніки України.

## Життєпис
У 1954 році закінчив Київський медичний інститут імені О. О. Богомольця, три роки працював головним лікарем Хмельницької районної СЭС Хмельницької області. З 1957 року працює в Інституті епідеміології та інфекційних хвороб імені Л. В. Громашевського. Пройшов шлях від молодшого наукового співробітника до завідувача лабораторії кишкових інфекцій та паразитозів Інституту епідеміології та інфекційних хвороб імені Л. В. Громашевського Національної Академії медичних наук України.

## Наукові здобутки
Автор першого в Україні посібника з дезінфектології.. Також є автором монографії «Сальмонельози». К., 1988; спіавтором — «Брюшной тиф и паратифы А и Б». К., 1990; «Руководство по эпидемиологии инфекционных болезней: В 2 т.» Москва, 1993; «Острые кишечные инфекции», Кишинев, 1997; «Епідеміологія». К., 1998. Має 4 патенти України.Член редакційної колегії медичного часопису «Профілактична медицина».

## Літературна та художня діяльність
Є також поетом та художником. Автор 15 поетичних збірок, 13 з яких ілюстровані самим автором. Це, зокрема, «Голоса необитаемого острова» (1999 рік), «Городские мотивы» (2000 рік), «На крыльях фразеологизмов», «Космопоэзия» (обидві — 2002 рік), «Немыслимые мысли (энциклопедия афоризмов в 2 кн.)» (2007–08 роки; усі — Київ) тощо, а також серій живопису «Люди та коні», «За мотивами М. Булгакова» (2004–09), окремі твори з яких експонувалися на виставках.